# Monasterio de Tarouca

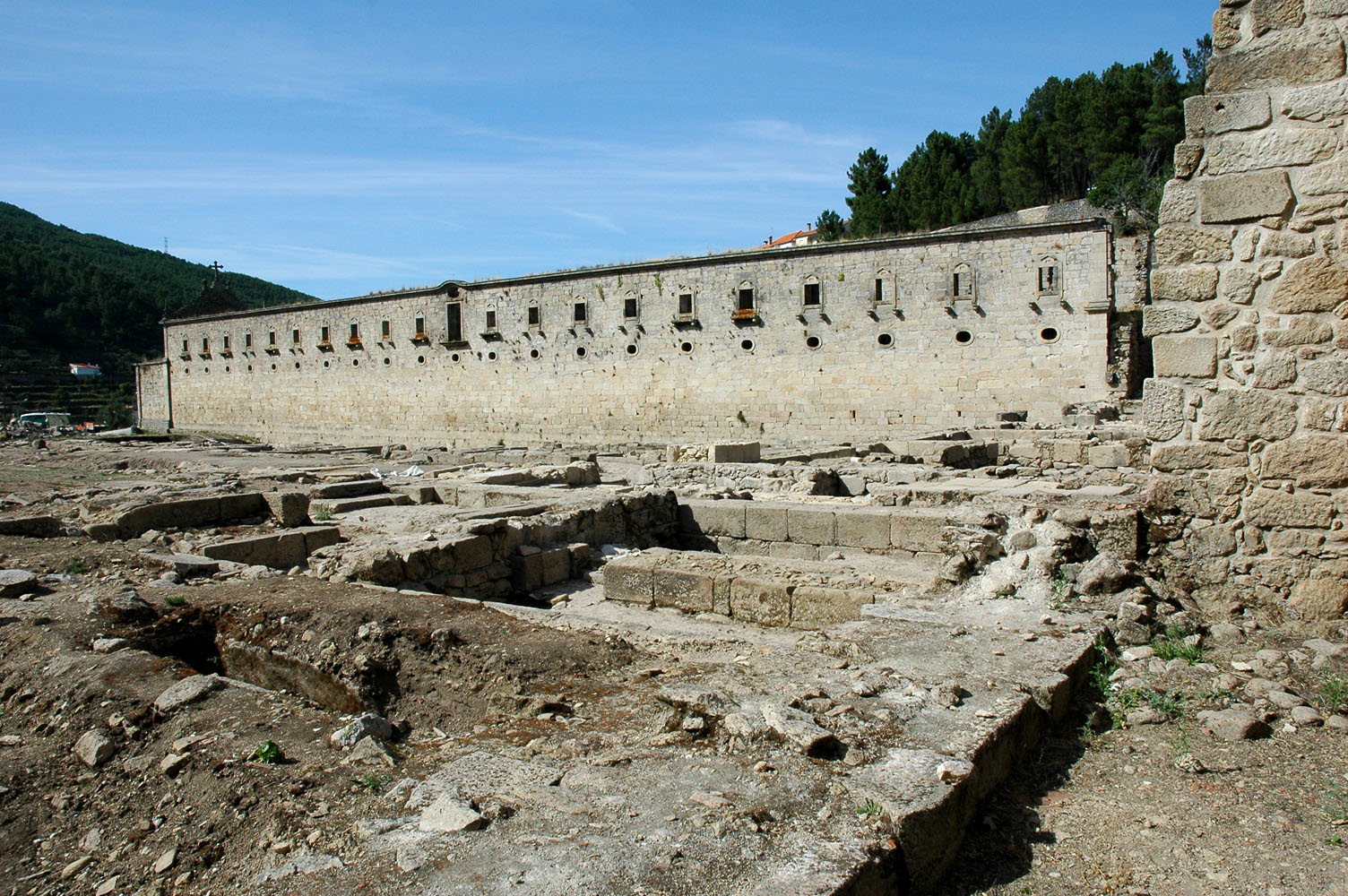
Monasterio de São João de Tarouca, Tarouca.

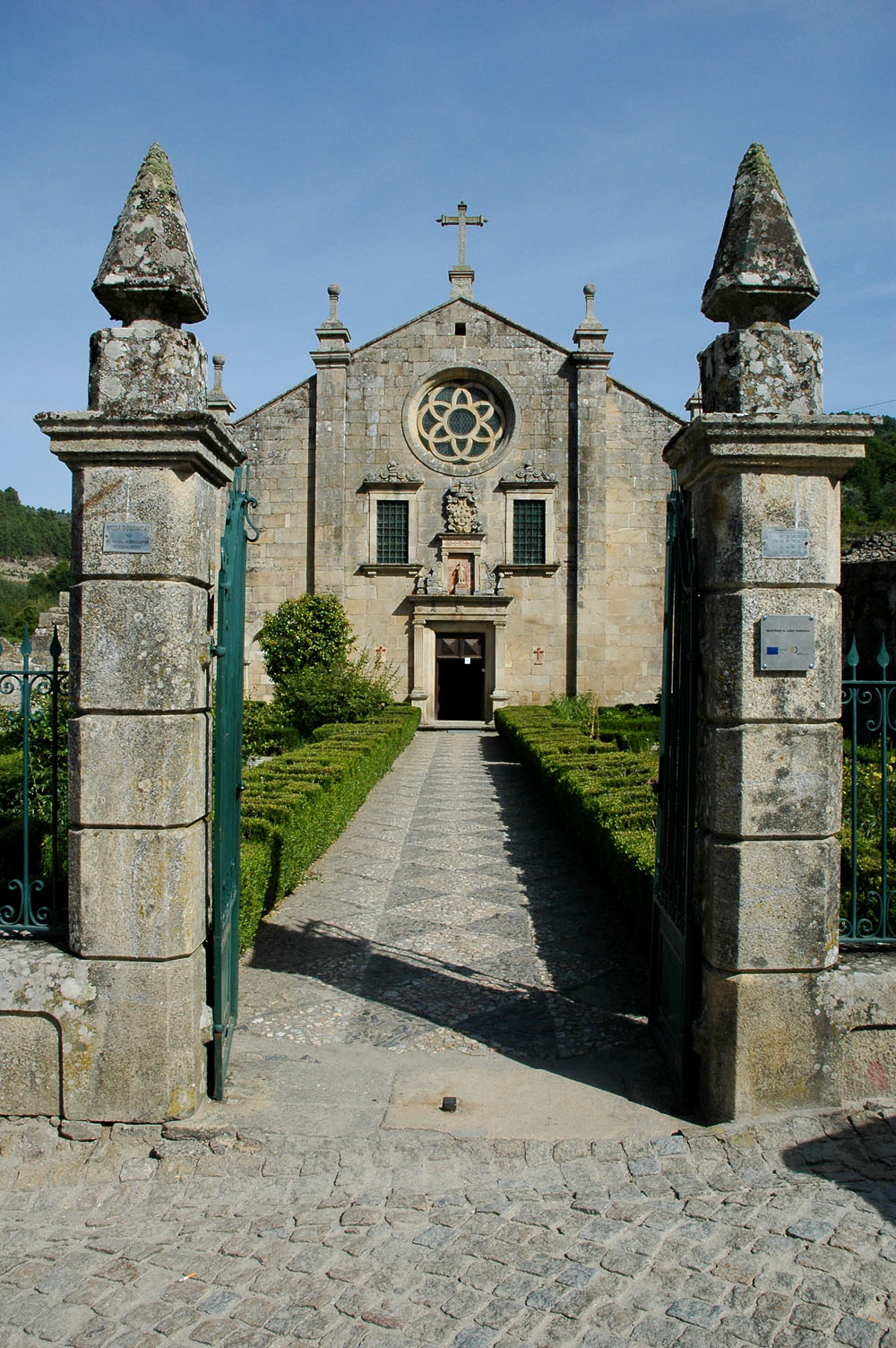
Iglesia de São João de Tarouca.

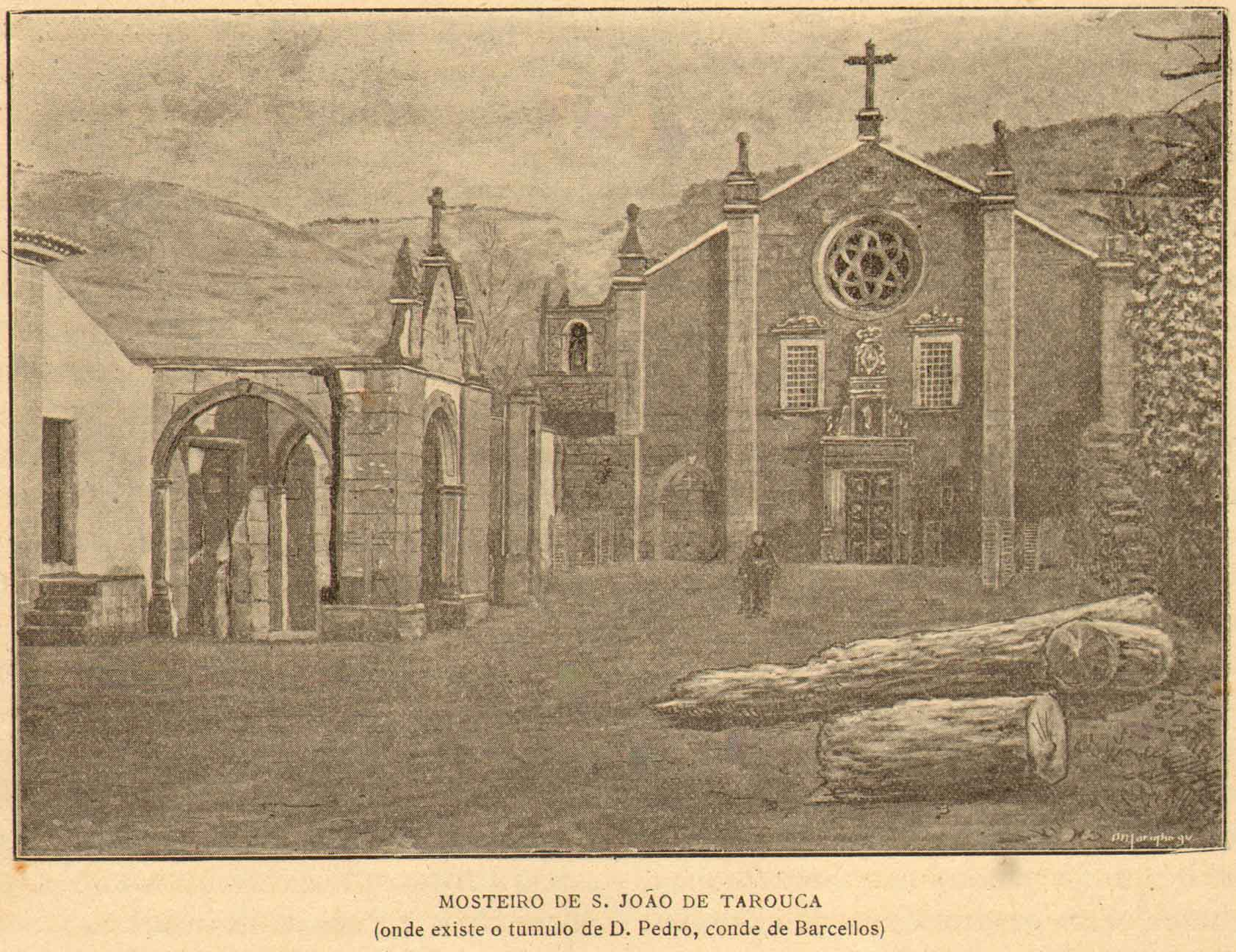
La abadía en 1899, por Alfredo Roque Gameiro.

El Monasterio de Tarouca (Monasterio de San Juan de Tarouca o mosteiro de Sao João de Tarouca) se encuentra en la sierra de Leomil, con vistas al valle del río Varosa, en la parroquia de São João de Tarouca, municipio (concelho) de Tarouca, en el distrito de Viseu, Portugal.

## Historia
Hacia 1140 se constituyó el primer monasterio portugués de la Orden del Cister, orden fundada por San Bernardo en 1115. El monasterio quedó afiliado a la Abadía de Claraval (Francia). La primera mención de la Orden del Císter en Portugal consta en una donación regia, del rey Alfonso I de Portugal, en abril de 1144 que se encuentra en el cartulario del monasterio de Tarouca. Su primer abad fue João Cirita.
En 1152, después de la victoria de Alfonso I de Portugal sobre los moros en la batalla de Trancoso, se puso la primera piedra de la iglesia conventual. El nuevo dormitorio y el campanario se erigieron en el siglo XVI. La última fase de las obras de ampliación del monasterio se completó a inicios del siglo XIX. 
La mayor parte de los edificios monásticos fueron demolidos después de la extinción de las órdenes religiosas decretada en 1834. En 1938 se procedió a restaurar los retablos, entre ellos el de san Pedro, atribuido a Gaspar Vaz.

## Características
El arquitecto de San João de Tarouca (San Juan de Tarouca) aplicó las reglas de la escuela románica cisterciense, de origen borgoñón. La iglesia del monasterio de Tarouca es de planta cruciforme (cruz latina), con elementos románicos y del góticos. Pasó por sucesivos cambios durante el siglo XVII, sobre todo en la portada renacentista. Recorren la fachada principal, a los lados, dos pilastras salientes, rematadas con pináculos que descansan sobre capiteles. En el paño central se abre la portada, que está coronada por una escultura y un escudo flanqueados por dos grandes ventanales. Sobre todo ello, destaca un gran rosetón gótico.
El interior es de tres naves, siendo la central más elevada. Los altares son de talla dorada y contienen retablos con pintura sobre tabla: el de San Pedro, el de Nuestra Señora de la Gloria y el altar de San Miguel, de principios del siglo XVI, atribuido a Gaspar Vaz. En la nave central todavía permanece el coro de los monjes, hecho en talla dorada, y en la sacristía se pueden contemplar valiosos azulejos historiados.
Se encuentra en la iglesia el mausoleo gótico de Pedro Alfonso de Portugal, conde de Barcelos, decorado con bajorrelieves que representan escenas cinegéticas como la caza del jabalí.